# Gebrüder Bandiera

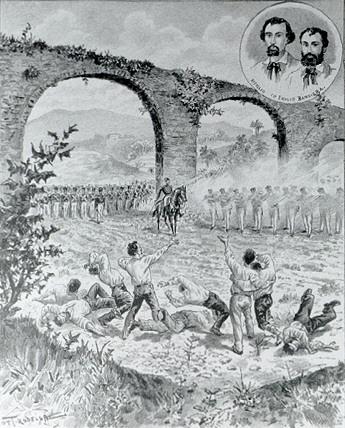
Gebrüder Bandiera

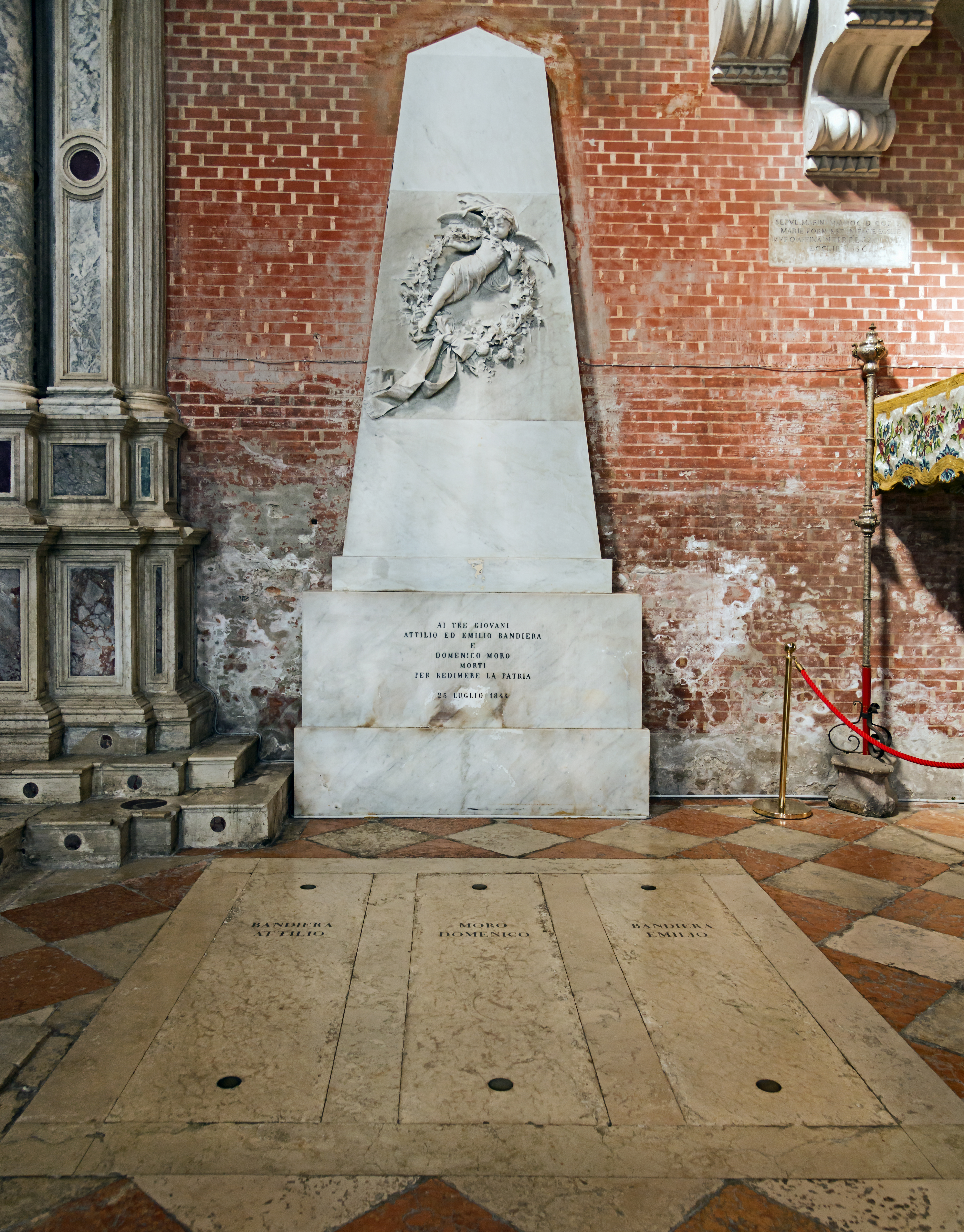
Grabmal in der Kirche San Zanipolo

Die Gebrüder Bandiera – Attilio (* 1818 in Venedig; † 1844 in Rovito bei Cosenza) und Emilio (* 1819 in Venedig; † 1844 in Rovito bei Cosenza) – waren italienische Freiheitskämpfer des Risorgimento.

## Geschichte
Attilio und Emilio Bandiera entstammten einer venezianischen Adelsfamilie. Ihr Vater Francesco Bandiera war Admiral in der österreichischen Flotte. Auch seine beiden Söhne waren zunächst Offiziere in der Marine des Kaisertum Österreich, das seit dem Wiener Kongress das
Königreich Lombardo-Venetien und somit auch Venedig beherrschte.
Später traten sie aus dem österreichischen Militär aus und schlossen sich Giuseppe Mazzinis Bewegung Giovine Italia an, die für ein geeintes, freies und demokratisches Italien eintrat. Die Gebrüder Bandiera gründeten die Geheimgesellschaft Esperia und versuchten von Korfu aus, Aufstände gegen die Bourbonen in Süditalien anzuzetteln. Bei einer dieser Aktionen im Juni 1844 gerieten sie in Kalabrien in Gefangenschaft, nachdem sie von ihrem korsischen Gefährten Pietro Boccheciampe verraten worden waren. Attilio und Emilio Bandiera wurden mit sieben weiteren Kampfgenossen am 25. Juli 1844 im Vallone di Rovito bei Cosenza hingerichtet.
Im Nachhinein wurde häufig Giuseppe Mazzini für die tragischen Ereignisse verantwortlich gemacht; tatsächlich hatte dieser jedoch ebenso wie Niccolò Fabrizi, der Anführer der Legione Italica auf Malta, die Brüder vor der Unternehmung gewarnt.

### Sekundärliteratur
- Salvatore Meluso: La spedizione dei fratelli Bandiera in Calabria. Rubettino, Soneria Mannelli 2001.
- Franco Della Peruta: Bandiera, Attilio. In: Alberto M. Ghisalberti (Hrsg.): Dizionario Biografico degli Italiani (DBI). Band 5: Bacca–Baratta. Istituto della Enciclopedia Italiana, Rom 1963.
- Franco Della Peruta: Bandiera, Emilio. In: Alberto M. Ghisalberti (Hrsg.): Dizionario Biografico degli Italiani (DBI). Band 5: Bacca–Baratta. Istituto della Enciclopedia Italiana, Rom 1963.
- Riccardo Pierantoni: Storia dei fratelli Bandiera e loro compagni in Cosenza, Cogliati, Mailand 1909.
- Giuseppe Ricciardi und Francesco Lattari: Storia dei fratelli Bandiera e consorti. Le Monnier, Florenz 1863.
- Constantin von Wurzbach: Bandiera, Attilius und Emil. In: Biographisches Lexikon des Kaiserthums Oesterreich. 1. Theil. Universitäts-Buchdruckerei L. C. Zamarski (vormals J. P. Sollinger), Wien 1856, S. 142 (Digitalisat).